# Kazuki Katō
Kazuki Katō (加藤 和樹, Katō Kazuki), né le 7 octobre 1984 à Nagoya, dans la préfecture d'Aichi au Japon, est un acteur, seiyu et chanteur japonais. 

## Biographie
Entre 2011 et 2013, Kazuki Katō forme avec Koji Date le groupe de J-Rock Joker.
Depuis 2015, il est membre du groupe de J-Pop THRIVE aux côtés des autres seiyus Toshiyuki Toyonaga et Natsuki Hanae.
En 2021, lors de la cérémonie des 46e Kazuo Kikuta Drama Awards, il décroche le Prix d'interprétation masculine pour ses prestations dans Roman Holiday ~ The Musical et BARNUM.
En juillet 2025, il participe à la série de concerts commémorant le 80e anniversaire de Maury Yeston et le 20e anniversaire du Umeda Arts Theater : intitulé Life's A Joy! Life Goes On!, le projet est mis en scène par Yamato Ikuta et reprend les principaux succès de Yeston. Kazuki Katō y partage notamment l'affiche avec Keisuke Higashi, Kanata Irei, Kiho Maaya, Yū Shirota, Kōhei Ueguchi ou encore Tomona Yabiku.

## Filmographie(sélection partielle)

### Télévision
- 2006 - 2007 : Kamen Rider Kabuto : Daisuke Kazama / Kamen Rider Drake
- 2006 - 2007 : La Fille des enfers (地獄少女, Jigoku Shōjo?) : Ichimoku Ren
- 2007 : Hotaru no Hikari : Teshima Makoto
- 2008 : Cafe 吉祥寺で
- 2010 : Indigo no yoru

### Cinéma
- 2006 : Kamen Rider Kabuto: God Speed Love : Daisuke Kazama / Kamen Rider Drake
- 2007 : Kamen Rider The Next : Shiro Kazami / Kamen Rider V3
- 2008 : Kamigakari
- 2008 : HaPPYダーツ
- 2008 : Neko Rahmen Taisho
- 2008 : Guilala's Counterattack : Senpei
- 2009 : Koikyokusei
- 2009 : Wangan Midnight : Tatsuya Shima
- 2016 : Sanada 10 Braves
- 2022 : Kaitō Queen wa Circus ga Osuki : Joker
- 2025 : The Rose of Versailles : Hans Axel von Fersen

## Performances scéniques(sélection partielle)
- 2005 - 2008 : Tenimyu : Keigo Atobe
- 2006 : bambino+ : Nazo no otoko
- 2007 : bambino2 : Aoyama Ryuichi
- 2013 : Senbonzakura : Kaito
- 2013 : Othello : Cassio
- 2014 : Romeo & Juliette : Tybalt Capulet
- 2014 / 2017 : Lady Bess : Robin Blake
- 2015 / 2018 : Titanic : Thomas Andrews
- 2016 / 2018 : 1789 - Bastille no Koibitotachi : Ronan Mazurier
- 2017 : Hamlet : Laërte
- 2017 / 2020 / 2025 : Frankenstein : Henri Dupré
- 2017 / 2021 : Mata Hari : Georges Ladoux
- 2019 / 2023 : Phantom : Erik, le fantôme de l'opéra
- 2020 : West Side Story : Riff
- 2020 / 2021 : Roman Holiday ~ The Musical : Joe Bradley
- 2021 : BARNUM : Phineas Taylor Barnum
- 2021 : Jack the Ripper : Jack / Anderson
- 2021 : Fist of North Star : Toki
- 2022 : Un Lion en hiver : Richard
- 2022 : Rurouni Kenshin Kyoto Edition : Seijuro Hiko
- 2022 / 2024 : Pieds nus dans le parc : Paul Bratter
- 2023 : La légende du Roi Arthur : Méléagant
- 2024 : Come From Away : Bob
- 2025 : Love Never Dies :  Raoul